# La Grande Encyclopédie des lutins
Ne doit pas être confondu avec Le Grand Livre des gnomes.
La Grande Encyclopédie des lutins est le premier des ouvrages encyclopédiques de Pierre Dubois. Elle est consacrée, ainsi que l'indique son titre, aux lutins, et contient les descriptions de plus de 100 créatures sous forme de fiches détaillant leurs activités ou encore leur nourriture favorite.

## Écriture et publication
L'ouvrage n'est publié qu'en 1992 après une vingtaine d'années de recherches de la part de Pierre Dubois, car les différents éditeurs qu'il a rencontrés ne s'intéressent pas à la féerie, et ne croient pas que l'on puisse écrire d'ouvrage sérieux sur ce sujet. 
L'éditeur Hoëbeke prend le risque de publier, scindant toutefois ce travail en trois parties, les deux suivantes étant La Grande Encyclopédie des fées et La Grande Encyclopédie des elfes.

## Réception critique
La Grande Encyclopédie des lutins a reçu le Grand Prix du livre des arts de la Société des gens de lettres.
L'ouvrage est médiatisé par Bernard Pivot.
Après Les Gnomes des auteurs néerlandais Wil Huygen et Rien Poortvliet et Les Fées des Anglais Alan Lee et Brian Froud, parus à la fin des années 1970, ce livre et ses deux suites participent à un renouvellement de la thématique du petit peuple dans la littérature, ainsi que de la diffusion de la notion d'elficologie.